# Byrrhinus hirsutulus
Byrrhinus hirsutulus är en skalbaggsart som först beskrevs av Champion 1923.  Byrrhinus hirsutulus ingår i släktet Byrrhinus och familjen lerstrandbaggar. Inga underarter finns listade i Catalogue of Life.